# 500 Fifth Avenue
500 Fifth Avenue est un gratte-ciel de bureaux comptant soixante étages à Manhattan à New York, sur la quarante-deuxième rue ouest. Il est adjacent à Bryant Park. Haut de 212 mètres.
Il présente certaines similitudes architecturales, avec l'Empire State Building, lui aussi dessiné par Shreve, Lamb and Harmon et achevé en 1931.